# Segonzac (Charente)
 Segonzac  es una población y comuna francesa, en la región de Poitou-Charentes, departamento de Charente, en el distrito de Cognac. Es el chef-lieu y mayor población del cantón de Segonzac.

## Demografía
| 2253 | 2182 | 2230 | 2212 | 2176 | 2297 |
| Para los censos de 1962 a 1999 la población legal corresponde a la población sin duplicidades (Fuente: INSEE [Consultar]) |      |      |      |      |      |